# Pentti Punkari
Pentti Tuomas Punkari (ur. 12 stycznia 1938 w Ylistaro) – fiński zapaśnik walczący w stylu klasycznym. Dwukrotny olimpijczyk. Dziesiąty w Melbourne 1960 i odpadł w eliminacjach w Tokio 1964. Walczył w kategorii 87 kg.
Piąty na mistrzostwach świata, w tym srebrne w 1963. Zdobył dwa medale na mistrzostwach nordyckich w 1963 – 1967 roku.
Brat zapaśnika Viljo Punkariego, olimpijczyka z 1956 i 1960.